# Zachary Taylor (wielrenner)
Zachary Taylor (Marietta, Georgia, 27 mei 1986) is een voormalig Amerikaans wielrenner.
Taylor was in 2003 Amerikaans kampioen tijdrijden bij de junioren, het jaar erop werd hij tweede.

## Belangrijkste overwinningen
2003
- Amerikaans kampioen tijdrijden, Junioren

## Grote rondes
Geen